# Alfarería en la provincia de Lugo
La alfarería en la provincia de Lugo (España), más allá de la producción anterior a la Hispania romana y los restos arqueológicos anteriores al periodo medieval, ha quedado documentada ya desde el siglo xvi, y censada luego en repertorios nacionales como las Memorias políticas y económicas (1792), de Larruga que registra 168 alfares en el conjunto de las provincias gallegas, entre los que se incluyen focos lucenses como los de Gundivós, Bonxe, Mondoñedo y, comercialmente, Lugo capital.

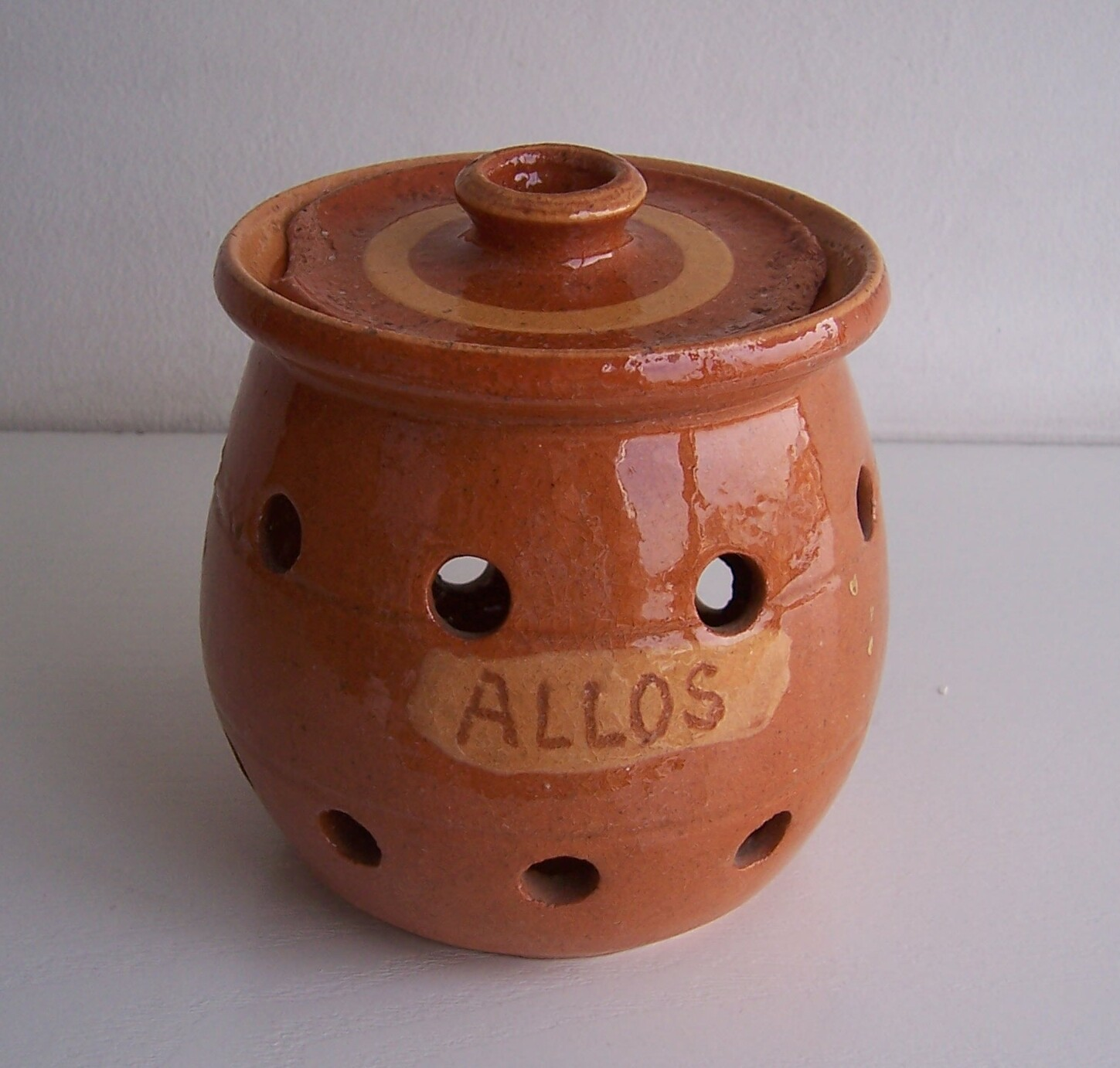
Recipiente de cocina para conservar los ajos típico de la alfarería vidriada gallega del foco de Bonxe.

## Gundivós
Ya en el límite con Zamora, esta parroquia del municipio de Sober mantiene un foco activo de ceramistas que anualmente celebran una feria tradicional conservando y promocionando piezas representativas de la alfarería negra gallega como la jarra con bigotes.

## A Terra Cha
En la penillanura central lucense, los alfareros de la llamada A Terra Cha, acuñaron con su trabajo el sobretítulo de terra de oleiros, como aparece mencionada en el Interrogatorio de Felipe II de 1571. Seseña acompaña este dato con un listado de pequeñas poblaciones en las que tuvo presencia la alfarería, como citaron Sebastián Miñano en el Diccionario geográfico-estadístico de España y Portugal (1826 y 1829) y Pascual Madoz en el Diccionario geográfico-estadístico-histórico (1846-1850). Así, aparecen identificados: Gaioso, Silvarrey, Ramil, Pías, Veiga, Penelas (aldea de Monforte de Lemos), Tirimol (y su anexo A Brea), y Bonxe, localidad que en la década de 1960 llegó a tener 35 alfareros. Todo la zona tenía su mercado en la capital de la provincia.

## Mondoñedo
Al norte de la provincia, la vetusta capital de La Mariña Central aparece discretamente mencionada por Larruga en sus Memorias como centro alfarero, dato que amplia Madoz luego censando 6 alfares. En 1976 trabajaba un solo artesano, José Chao Varela, produciendo xarras, potes do caldo , potas da comida, pota almorceira, tarteiras, chocolateiras y nateiras; todo ello vidriado y ocasionalmente decorado con líneas de tierra blanca. Documentos municipales de 1861 informan de la gestión del Ayuntamiento de esta ciudad acordando la situación de la cacharrería en las ferias: "después de las legumbres y antes que las zuecas (calzado de madera). Seseña también anota que en la aldea de As Pontes, junto a Mondoñedo, el último alfarero tradicional falleció en la década de 1930.